# Левушка (притока В'яги)
Левушка — річка в Росії, протікає територією Сумпосадського сільського поселення Бєломорського району. Гіпло річки знаходиться за 2 км по лівому березі річки В'яга. Довжина річки — 15 км, площа водозбірного басейну — 89,6 км². Виток — озеро Левушка на висоті 138,2 м над рівнем моря.

## Дані водного реєстру
За даними державного водного реєстру Росії відноситься до Баренцево-Бєломорський_район Бєломорського<басейнового округу, водогосподарська ділянка річки — річки басейну Онезької губи від південного межі басейну річки Кемь до західної межі басейну річки Унежма, без річки Нижній Виг. Річковий басейн річки — басейни рік Кольського півострова і Карелії, впадає в Біле море.